# Президентские выборы в Габоне (1993)
Президентские выборы в Габоне проходили 5 декабря 1993 года. Впервые на президентских выборах было более одного кандидата. Сразу 13 кандидатов претендовали на пост президента. Президент Габона с 1967 года Омар Бонго вновь выдвинул свою кандидатуру. По официальным данным он набрал 51,2 % голосов. Однако, основной оппозиционный претендент Поль Мба Абессоль заявил о фальсификациях, объявил о своей победе и угрожал создать параллельное правительство. Беспорядки в 1994 году привели к практически полному коллапсу в стране, пока Бонго не согласился на мирные переговоры с оппозиционными группами в сентябре 1994 года, на которых было сформировано коалиционное правительство, работавшее до следующих парламентских выборов в 1996 году, на которых правящая Габонская демократическая партия одержала убедительную победу.

## Кампания
Омара Бонго поддерживал Новый альянс, коалиция, в которую входили Ассоциация за социализм в Габоне, Круг либеральных реформаторов, Габонский социалистический союз и Партия народного единства.

## Результаты
На основе экзитполов информационное агентство Рейтер заявляло о том, что уровень поддержки Бонго был около 37 %. Явка была высокой и составила 88,1 %.
| Кандидат                           | Партия                                     | Голоса  | %    |
| ---------------------------------- | ------------------------------------------ | ------- | ---- |
| Омар Бонго                         | Габонская демократическая партия           | 213 793 | 51,2 |
| Поль Мба Абессоль                  | Национальное движение лесорубов            | 70 747  | 26,5 |
| Пьер Луи Агонджо Окаве             | Габонская прогрессивная партия             | 19 961  | 4,8  |
| Пьер Клавер Мананга Муссаву        | Социал-демократическая партия              | 15 220  | 3,6  |
| Жюль-Аристид Бурде-Огулигенде      | Независимый                                | 14 113  | 3,4  |
| Александр Самбат                   | Независимый                                | 10 819  | 2,6  |
| Диджоб Дивунди Ди Ндинж            | Демократический и республиканский альянс   | 9 203   | 2,2  |
| Леон Мбу Йемби                     | Африканский форум реконструкции            | 7 625   | 1,8  |
| Жан-Пьер Лембумба-Лепанду          | Независимая центристская партия            | 5 768   | 1,4  |
| Марк Сатюрнен Нан Нгема            | Независимый                                | 3 579   | 0,9  |
| Симон Оионо Аба                    | Движение за национальное очищение — MORENA | 3 446   | 0,9  |
| Адриан Нгема-Ондо                  | Профсоюз MORENA                            | 1 842   | 0,4  |
| Леон Мебиаме                       |                                            | 1 583   | 0,4  |
| Недействительных/пустых бюллетеней | Недействительных/пустых бюллетеней         | 8 875   | -    |
| Всего                              | Всего                                      | 426,594 | 100  |
| Проголосовавших избирателей/Явка   | Проголосовавших избирателей/Явка           | 484 319 | 88,1 |
| Источник: Nohlen et al.            |                                            |         |      |